# Merinaseglare
Merinaseglare (Zoonavena grandidieri) är en fågel i familjen seglare.

## Utseende och läte
Merinaseglaren är en liten seglare med enfärgat grå fjäderdräkt. På närhåll syns ljus övergump och mycket små taggar på stjärten. Flykten är stel, med vingarna tryckta framåt. Arten är jämnstor med stubbstjärtseglare, men saknar vitt band på övergumpen och har svagare flykt. Även madagaskarpalmseglaren är jämnstor, men har mycket kortare och tvärt avskuren stjärt än denna.

## Utbredning och systematik
Merinaseglare delas in i två underarter med följande utbredning:
- Zoonavena grandidieri grandidieri – förekommer på Madagaskar
- Zoonavena grandidieri mariae – förekommer på ön Grande Comore i ögruppen Komorerna

## Levnadssätt
Merinaseglaren ses flyga över och intill skogsområden av alla typer. På Madagaskar tar den nattkvist och häckar ofta i hål i baobabträd.

## Status och hot
Arten har ett stort utbredningsområde, men tros minska i antal, dock inte tillräckligt kraftigt för att den ska betraktas som hotad. Internationella naturvårdsunionen IUCN listar arten som livskraftig (LC).

## Namn
Fågelns vetenskapliga artnamn hedrar Alfred Grandidier (1836-1921), fransk ornitolog och samlare av specimen på Madagaskar 1865.